# رهیاب ناسا
رهیاب ناسا و رهیاب پلاس ناسا اولین هواپیماها از سری تکاملی هواپیماهای بدون سرنشین با سیستم انرژی خورشیدی یا پیل سوختی بودند. شرکت ارووایرونمنت این هواپیماها را در چارچوب برنامه تکنولوژی هواپیما و سنسور تحقیقاتی زیست‌محیطی یا اراست (ERAST) ناسا طراحی کرده‌است. این هواپیماها برای توسعه تکنولوژی‌هایی ساخته شده‌اند که به هواپیمای دوربرد بلند پرواز امکان تحقیقات جوی به عنوان "ماهواره‌های جوی" و نیز عمل به عنوان سکوی مخابراتی را می‌دهد. این هواپیماها به ناسا سنتیورین NASA Centurion و ناسا هلیوس NASA Helios توسعه داده شده‌اند.

## رهیاب
شرکت ارووایرنمنت توسعه هواپیماهایی که به طور کامل با انرژی خورشیدی حرکت می‌کنند را با هواپیماهای گاسمر پنگوئن و سولار چلنجر در اواخر دهه ۷۰ و اوایل دهه ۸۰، پس از کار ابتکاری رابرت بوچر که اولین مدلهای پرنده با انرژی خورشیدی را در سال ۱۹۷۴ ساخت، آغاز کرد. ارووایرنمنت در پروژه اراست چهار نسل از هواپیماهای بدون سرنشین (UAV) با زمان پرواز طولانی را ساخت که رهیاب اولین آنها بود.

### توسعه
در سال ۱۹۸۳ ارووایرنمنت بودجه‌ای از یک مؤسسه نامعلوم در دولت آمریکا دریافت کرد تا به طور سری یک طرح UAV به نام «بلند پرواز خورشیدی» یا HALSOL را بررسی کند. نمونه اولیه HALSOL ابتدا در ژوئن ۱۹۸۳ پرواز کرد. نه پرواز HALSOL در تابستان ۱۹۸۳ در دریاچه گروم در نوادا انجام گرفت. پروازها با کنترل رادیویی و انرژی باتری انجام گرفت زیرا هواپیما به سلولهای خورشیدی مجهز نبود. آیرودینامیک HALSOL مورد ارزیابی قرار گرفت اما بررسی به این نتیجه رسید که سلول فتوولتائیک و فناوری ذخیره انرژی هیچ‌کدام برای عملی کردن این ایده در آن زمان به بلوغ کافی نرسیده‌اند؛ بنابراین HALSOL به انبار منتقل شد.
در سال ۱۹۹۳ پس از ده سال ماندن در انبار این هواپیما برای یک مأموریت کوچک توسط سازمان دفاعی موشک بالستیک NASA Dryden یا BMDO به وضعیت پرواز بازگردانده شد. با افزودن آرایه‌های خورشیدی کوچک و ترکیب انرژی خورشیدی و باتری، پنج پرواز کم ارتفاع آزمایشی در چارچوب برنامه BMDO در NASA Dryden (مرکز اصلی تحقیقات هواپیمایی ناسا) در پائیز ۱۹۹۳ و اوایل ۱۹۹۴ انجام گرفت.
در ۱۹۹۴ هواپیما برای توسعه فناوری سکوی علمی هوایی به برنامه اراست ناسا منتقل شد. این هواپیما را رهیاب نام نهادند زیرا "اساساً" رهیابی برای هواپیماهای خورشیدی آینده بود که می‌توانند هفته‌ها یا ماه‌ها برای مأموریتهای تصویربرداری و نمونه برداری علمی در هوا باقی بمانند." با انجام تعدادی پرواز نشان داده شد که یک هواپیما فوق‌العاده سبک و آسیب‌پذیر با نسبت ابعاد بسیار زیاد (نسبت طول و عرض بالها) می‌تواند با موفقیت بلند شدن و فرود را در فرودگاه انجام دهد و با نیروی رانش حاصل از انرژی خورشیدی در ارتفاعهای بسیار زیاد پرواز کند (بین ۱۵ تا ۲۴ هزار متر). به علاوه، پروژه اراست می‌خواست توانایی این UAV را در حمل ابزارهای لازم در انواع مطالعات علمی تعیین کند.
در ۲۱ اکتبر ۱۹۹۵ آسیب‌پذیری هواپیما، هنگامی که در یک حادثه در آشیانه به شدت آسیب دید، به خوبی نشان داده شد اما بعداً بازسازی شد.

### توصیف هواپیما
قدرت مورد نیاز رهیاب توسط هشت موتور الکتریکی - بعداً به شش موتور کاهش پیدا کرد - تأمین می‌شد که ابتدا توسط باتری‌ها تأمین می‌شد. پهنه بال آن ۳۰ متر بود. دو محفظه در زیر بال هواپیما حاوی ارابه فرود، باتری‌ها، سیستم ابزار دقیق و کامپیوتر کنترل پرواز بودند. هنگامی که هواپیما در اواخر ۱۹۹۳ در پروژه اراست پذیرفته شد سلولهای خورشیدی به آن افزوده شدند و تمامی سطح بالایی بال را پوشاندند. سلولهای خورشیدی توان مورد نیاز موتورهای الکتریکی هواپیما، اویونیک، مخابرات و دیگر سیستمهای الکترونیکی هواپیما را تأمین می‌کنند. رهیاب همچنین یک سیستم باتری پشتیبان دارد که توان مورد نیاز را به مدت دو تا پنج ساعت برای پروازهای محدود پس از تاریکی هوا فراهم می‌کند.
سرعت رهیاب محدود به ۲۴ تا ۴۰ کیلومتر در ساعت است. گرچه تغییر مسیر عمودی (کنترل pitch) با اهرمهای کوجکی در لبه انتهایی بال انجام می‌شود، غلت زدن (کنترل turn) و تغییر مسیر افقی (کنترل yaw) با کاهش و افزایش سرعت موتورها در بخشهای بیرونی بال صورت می‌گیرد.

### تست پرواز و رکوردها
فعالیتهای مهم علمی در مأموریتهای رهیاب شامل بررسی وضعیت تغذیه‌ای جنگل، رشد دوباره جنگل پس از خسارت وارده از طوفان اینیکی در سال ۱۹۹۲، تراکم رسوب/جلبک در آبهای ساحلی و بررسی سلامت صخره مرجانی است. فعالیتهای علمی توسط مرکز پژوهشی ایمز ناسا با همکاری پژوهشگرانی از دانشگاه هاوایی و دانشگاه کالیفرنیا اداره می‌شود. دو ابزار علمی در پرواز رهیاب آزمایش شدند؛ یک تداخل سنج پویشی دیجیتال با رزولوشن طیفی بالا و یک سیستم تصویر برداری بلادرنگ هوایی با رزولوشن فضایی بالا که هر دو در ایمز ساخته شده‌اند. این پروازها در ارتفاع ۶۷۰۰ متری و ۱۵۰۰۰ متری در سال ۱۹۹۷ انجام شدند.
در ۱۱ سپتامبر ۱۹۹۵ در یک پرواز ۱۲ ساعته از NASA Dryden رهیاب به یک رکورد غیررسمی ۱۵۰۰۰ متری ارتفاع برای یک هواپیمای خورشیدی دست یافت. این رکورد و رکوردهای بعدی ادعا شده توسط ناسا برای رهیاب غیررسمی مانده‌اند زیرا توسط FAI، هیئت تأیید کننده رکوردهای هوایی جهان، تأیید نشده‌اند. انجمن ملی هوانوردی به تیم اراست ناسا جایزه‌ای برای یکی از «۱۰ رکورد پرواز به یادماندنی» سال ۱۹۹۵ اهدا کرد.
پس از اصلاحات بیشتر هواپیما به پایگاه موشکی اقیانوس آرام (PMRF) در جزیره کائوآئی هاوایی متعلق به نیروی دریایی آمریکا منتقل شد. در آنجا رهیاب در یکی از هفت پروازش در بهار و تابستان ۱۹۹۷ رکورد ارتفاع را برای هواپیمای خورشیدی –همین‌طور هم هواپیمای ملخی- در ۷ ژوئیه ۱۹۹۷ به ۲۱۸۰۰ متر افزایش داد. طی این پروازها رهیاب حامل دو ابزار تصویربرداری سبک وزن برای جمع‌آوری اطلاعاتی دربارهٔ اکوسیستمهای خشکی و ساحلی جزیره بود که قابلیت چنین هواپیمایی را به عنوان یک سکوی پژوهشهای علمی نشان می‌دهد.

## رهیاب پلاس

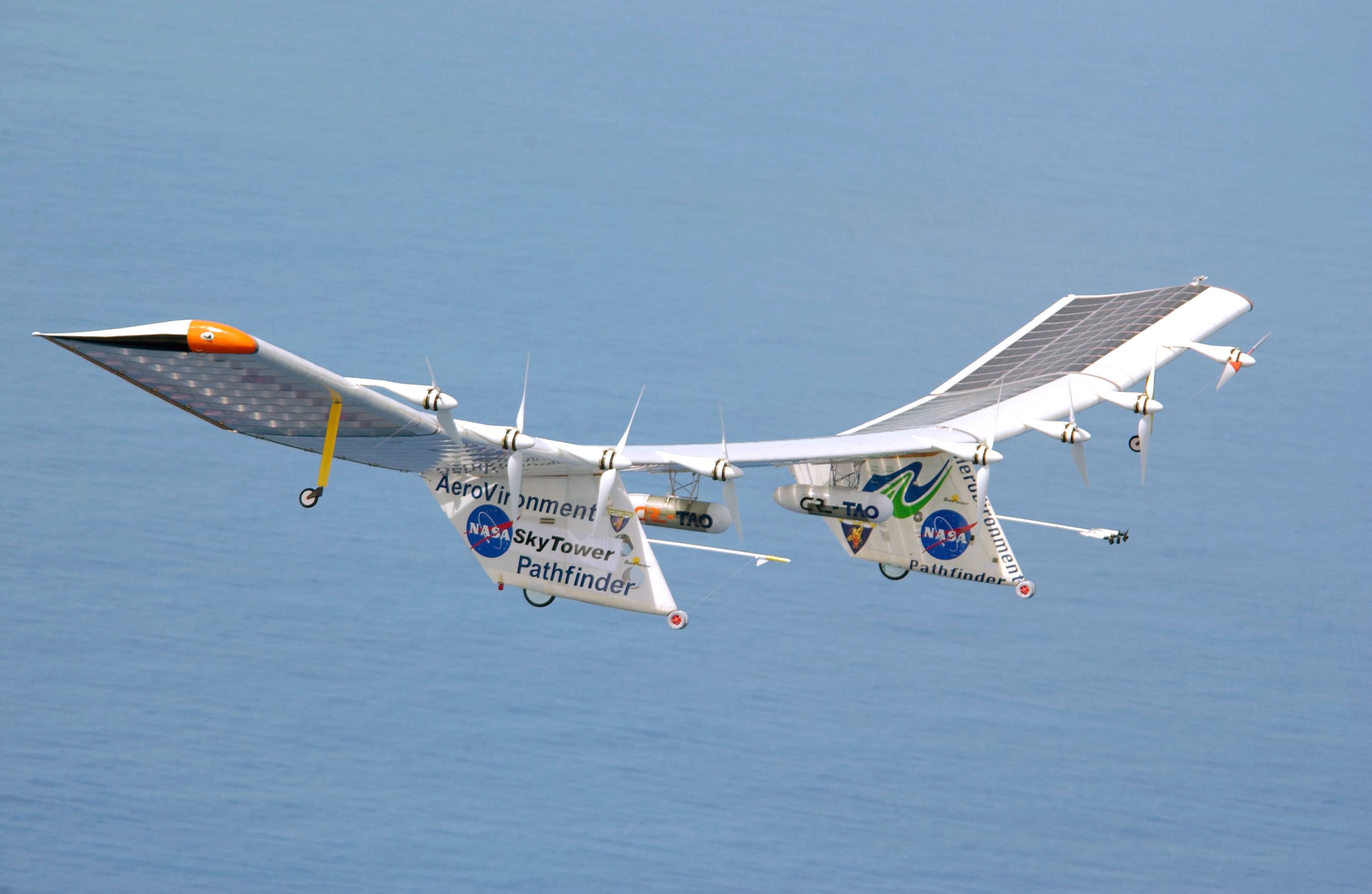
پرواز رهیاب پلاس بر فراز هاوایی، ژوئن ۲۰۰۲، مجهز به تجهیز مخابراتی Skytower

در ۱۹۹۸، رهیاب به رهیاب پلاس تغییر شکل یافت که از بالهای طویل تری برخوردار است. در رهیاب پلاس چهار سکشن از پنج سکشن بال رهیاب اصلی مورد استفاده قرار گرفته است اما سکشن میانی با نوع جدیدی به طول ۱۳ متر جایگزین شد که در آن از ارفویل ارتفاع زیاد که برای هواپیماهای بعدی هلیوس/سنتوریون طراحی شده بودند استفاده شده است. طول سکشن جدید دو برابر سکشن اصلی بود و پهنای بال هواپیما را از ۳۰ متر به ۳۷ متر افزایش داد. سطح بالایی سکشن میانی جدید با سلولهای خورشیدی بهتری پوششش داده شده که توسط شرکت سان پاور در سانی ویل کالیفرنیا طراحی شدند و می‌توانند تقریباً ۱۹ درصد انرژی خورشیدی دریافتی را به انرژی الکتریکی مفید برای موتور هواپیما و سیستمهای مخابراتی و اویونیک تبدیل کنند. در مقایسه، کارایی آرایه‌های خورشیدی قدیمی تر که بیشتر سطح پانلهای میانی و بیرونی بال رهیاب اصلی را می‌پوشاندند حدود ۱۴ درصد است. بیشینه پتانسیل توان از حدود ۷۵۰۰ وات در رهیاب به حدود ۱۲۵۰۰ وات در رهیاب پلاس افزایش یافت. تعداد موتورهای الکتریکی به هشت عدد افزایش یافت و موتورهای استفاده شده موتورهای قوی ای بودند که برای هواپیمای بعدی طراحی شده بودند.
پروازهای رهیاب پلاس در PMRF در تابستان ۱۹۹۸، قدرت، آیرودینامیک و تکنولوژیهای سیستم را برای جانشین آن سنتوریون تأیید کرد. در ۶ اوت ۱۹۹۸ رهیاب پلاس توانایی خود را با افزایش رکورد ملی ارتفاع به ۲۴۴۴۵ متر برای هواپیماهای خورشیدی و ملخی ثابت کرد.

### تستهای ماهواره‌ای جوی
در ژوئیه ۲۰۰۲ رهیاب پلاس رله مخابراتی تجاری ساخت شرکت Skytower، شرکتی وابسته به اروانوایرنمنت، را برای تست هواپیما به عنوان سکوی مخابراتی حمل کرد. Skytower با شراکت ناسا و وزارت مخابرات ژاپن یک طرح «ماهواره جوی» را با موفقیت تست کرد که در آن از هواپیما برای ارسال هم یک سیگنال HDTV و هم یک سیگنال مخابرات بی‌سیم IMT-2000 از ۲۰۰۰۰ متری استفاده شد و آن را معادل یک برج مخابراتی به ارتفاع 19km کرد. به علت زاویه دید پایین وسیع هواپیما، فرستنده تنها از ۱ وات توان استفاده کرد که۱۰۰۰۰/۱ توان مورد نیاز یک برج زمینی برای تهیه سیگنال مشابه است. طبق نظر استوارت هیندل معاون توسعه تجاری Skytower "سکوهای Skytower اساساً" ماهوارهای ثابت زمینی بدون تأخیر زمانی هستند." همچنین هیندل می‌گوید چنین سکوهایی که در استراتوسفر پرواز می‌کنند در مقایسه با ماهواره‌های واقعی می‌توانند از میزان بسیار بالاتری از فرکانس استفاده کند. "یک سکوی Skytower می‌تواند ۱۰۰۰ برابر ظرفیت دستیابی محلی ثابت یک ماهواره ثابت زمینی را با استفاده از همان باند فرکانسی بر مبنای بایت بر ثانیه بر مایل مربع فراهم کند."
ری مورگان رئیس اروانوایرنمنت این طرح را اینگونه توصیف کرده است «آنچه ما می‌خواهیم انجام دهیم ساخت چیزی است که ما آن را ماهواره جوی می‌نامیم و بسیاری از عملکردها وظایفی که یک ماهواره در فضا انجام می‌دهد را ارئه می‌کند اما با فاصله‌ای بسیار نزدیک، در جو.»

## مشخصات

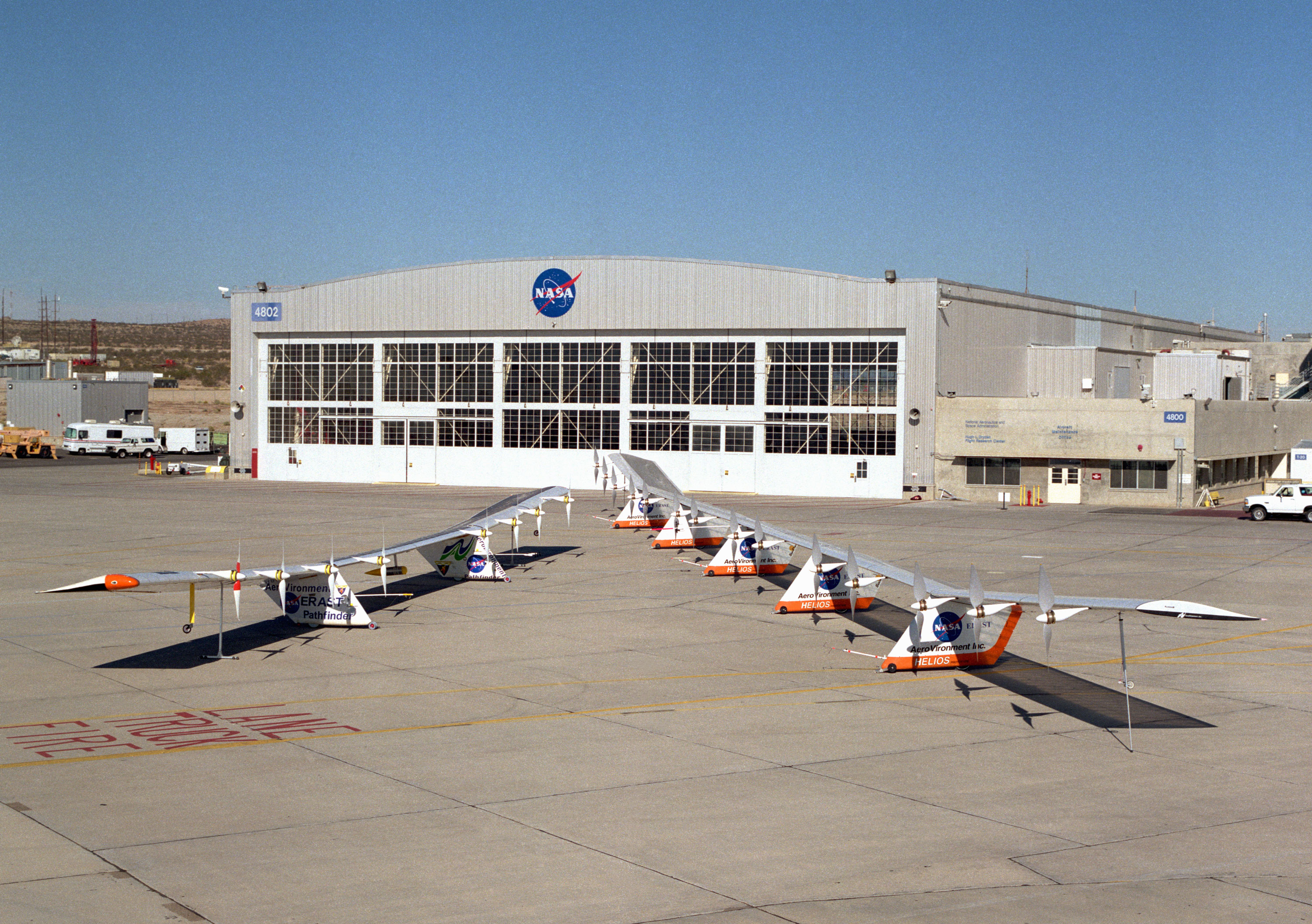
رهیاب پلاس (چپ) و هلیوس (راست) در رمپ Dryden

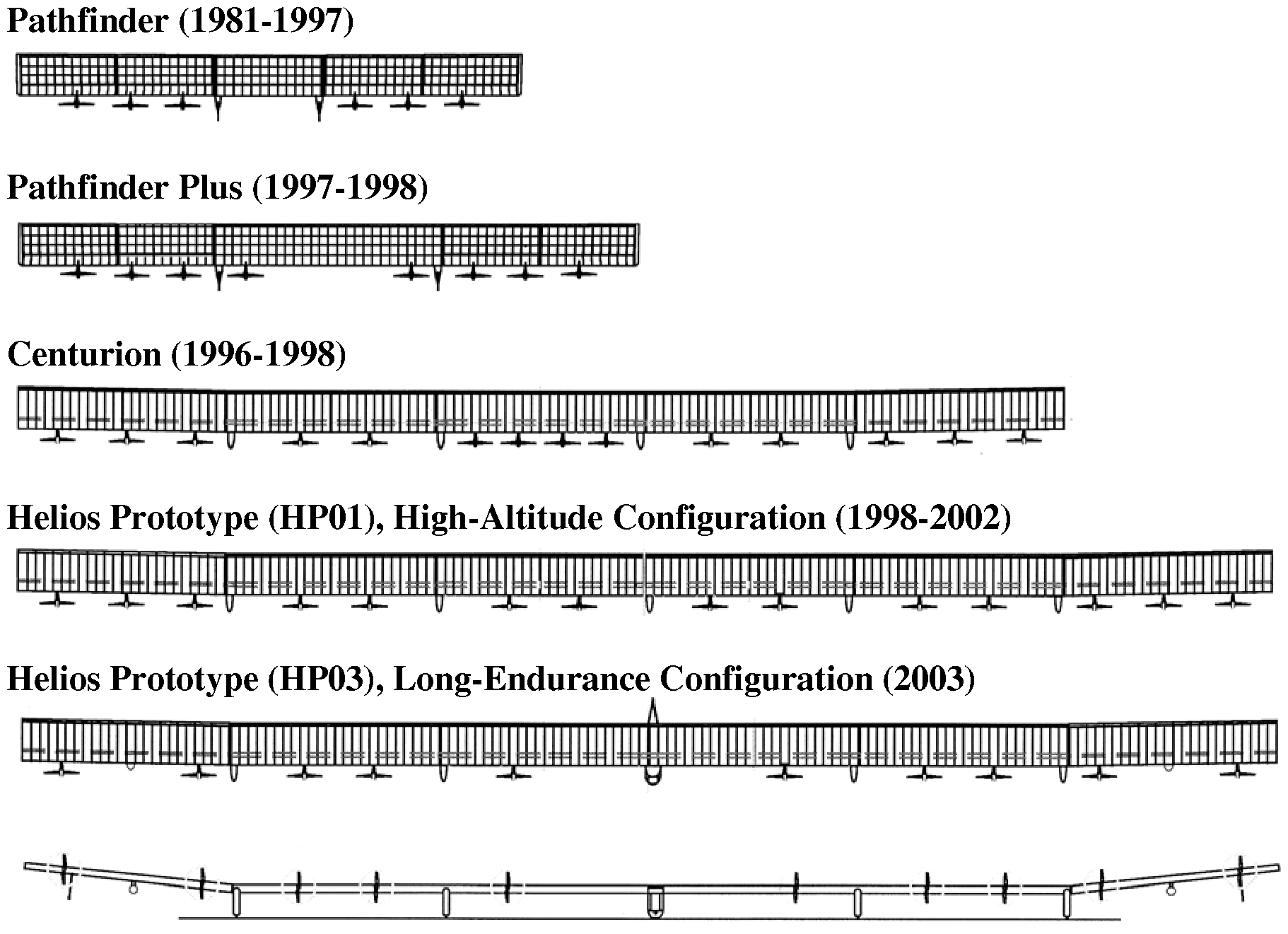
تکامل هواپیمای خورشیدی در برنامه اراست

|                         | رهیاب                                       | رهیاب پلاس                                  | سنتیورین                                    | هلیوس HP01                                  | هلیوس HP03                                  |
| ----------------------- | ------------------------------------------- | ------------------------------------------- | ------------------------------------------- | ------------------------------------------- | ------------------------------------------- |
| طول (متر)               | ۳٫۶                                         | ۳٫۶                                         | ۳٫۶                                         | ۳٫۶                                         | ۵٫۰                                         |
| Chord (متر)             | ۲٫۴                                         | ۲٫۴                                         | ۲٫۴                                         | ۲٫۴                                         | ۲٫۴                                         |
| پهنه بال (متر)          | ۲۹٫۵                                        | ۳۶٫۳                                        | ۶۱٫۸                                        | ۷۵٫۳                                        | ۷۵٫۳                                        |
| نسبت ابعاد              | ۱۲ به ۱                                     | ۱۵ به ۱                                     | ۲۶ به 1                                     | ۳۰٫۹ به ۱                                   | ۳۰٫۹ به ۱                                   |
| نسبت گلاید              | ۱۸ به ۱                                     | ۲۱ به ۱                                     | ?                                           | ?                                           | ?                                           |
| سرعت (km/h)             |                                             |                                             | ۲۷–۳۳                                       | ۳۰٫۶–۴۳٫۵                                   | ?                                           |
| بیشینه ارتفاع (متر)     | ۲۱٬۸۰۲                                      | 24,445                                      | n/a                                         | ۲۹٬۵۲۳                                      | ۱۹٬۸۱۲                                      |
| وزن خالی (kg)           | ?                                           | ?                                           | ?                                           | ۶۰۰                                         | ?                                           |
| بیشینه وزن (kg)         | ۲۵۲                                         | ۳۱۵                                         | ±۸۶۲                                        | ۹۲۹                                         | ۱٬۰۵۲                                       |
| بار مفید (kg)           | ۴۵                                          | ۶۷٬۵                                        | ۴۵–۲۷۰                                      | ۳۲۹                                         | ?                                           |
| موتورها                 | الکتریکی، هر کدام ۲ اسب بخار (۱٫۵ کیلو وات) | الکتریکی، هر کدام ۲ اسب بخار (۱٫۵ کیلو وات) | الکتریکی، هر کدام ۲ اسب بخار (۱٫۵ کیلو وات) | الکتریکی، هر کدام ۲ اسب بخار (۱٫۵ کیلو وات) | الکتریکی، هر کدام ۲ اسب بخار (۱٫۵ کیلو وات) |
| تعداد موتورها           | ۶                                           | ۸                                           | ۱۴                                          | ۱۴                                          | ۱۰                                          |
| توان خروجی خورشیدی (kW) | ۷٫۵                                         | ۱۲٫۵                                        | ۳۱                                          | ?                                           | ۱۸٫۵                                        |
| توان مکمل               | باتری‌ها                                     | باتری‌ها                                     | باتری‌ها                                     | باتری‌های Li                                 | باتری‌های Li، پیل سوختی                      |